# Lucien-Louis-Joseph-Napoleon Bonaparte

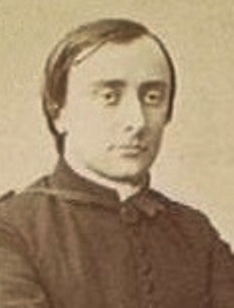
Lucien Bonaparte als Priester (Foto 1860)

Kardinalswappen

Lucien-Louis-Joseph-Napoleon Bonaparte, 4. Fürst von Canino und Musignano (* 15. November 1828 in Rom; † 19. November 1895 ebenda) war ein französischer Kardinal aus dem Hause Bonaparte.

## Leben

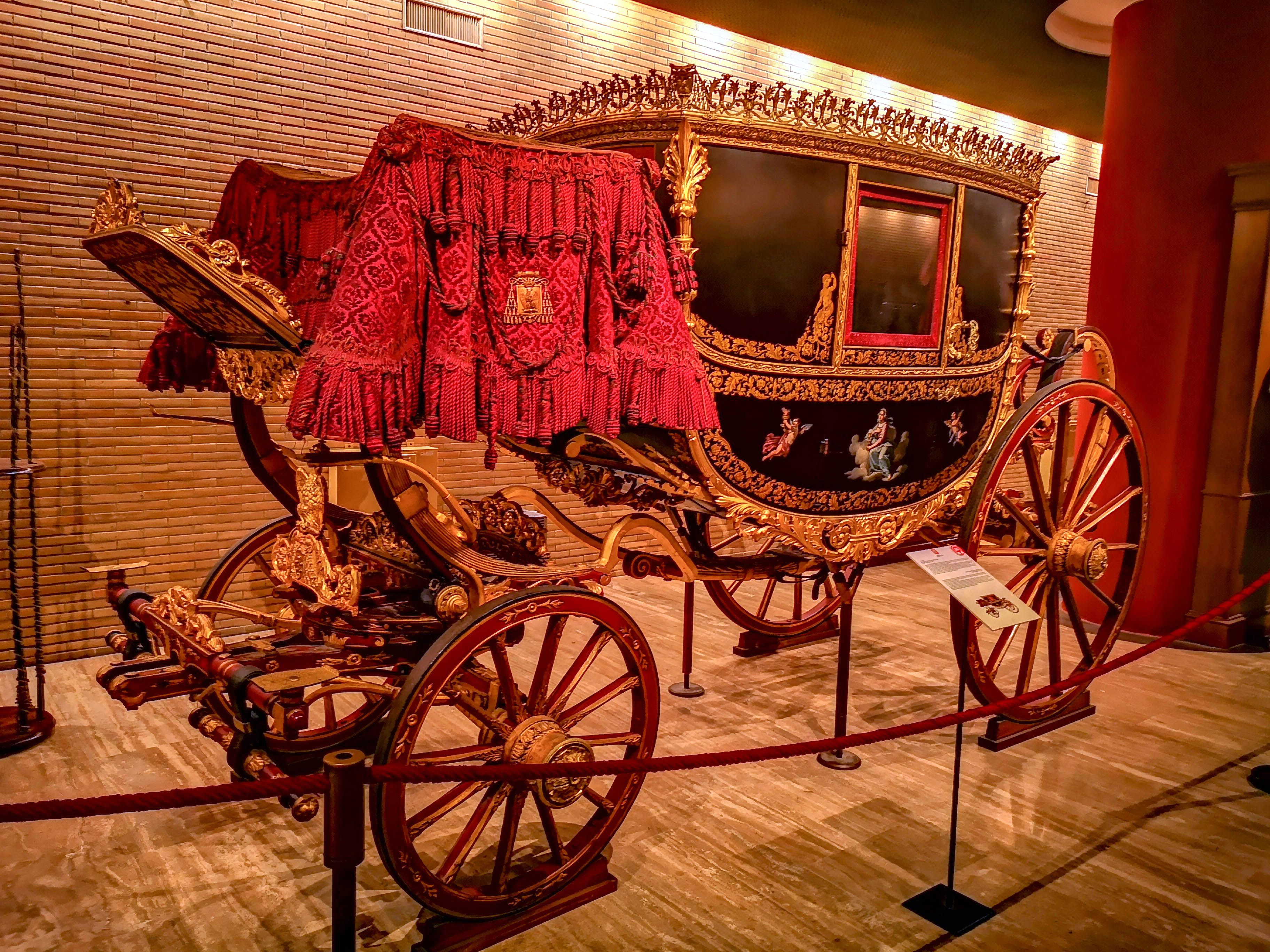
Berline des Kardinals Luciano Luigi Bonaparte, Vatikanische Museen

Er wurde geboren in Rom als Sohn von Charles Lucien Bonaparte und dessen Frau Zénaïde Laetitia Julie Bonaparte (1801–1854).
Seine Großeltern väterlicherseits waren Lucien Bonaparte (jüngerer Bruder Napoléons) und dessen zweite Frau Alexandrine de Bleschamp. Seine Großeltern mütterlicherseits waren Joseph Bonaparte (ältester Bruder Napoléons) und Julie Clary. Getauft wurde er von seinem Großonkel Joseph Kardinal Fesch, sein Taufpate war der zukünftige Kaiser der Franzosen Napoléon III., ein Cousin seiner Eltern.
Der Prinz empfing am 13. Dezember 1856 durch Papst Pius IX. die Priesterweihe. Er bekleidete zahlreiche Ämter in Frankreich und in Italien. Von 1868 bis 1879 war er Kardinalpriester von Santa Pudenziana. Ab 1879 war er Kardinalpriester von San Lorenzo in Lucina. Kardinal Bonaparte nahm am Ersten Vatikanischen Konzil teil. Er war auch einer der stimmberechtigten Kardinäle, die 1878 Gioacchino Vincenzo Raffaele Kardinal Luigi Pecci zum Papst Leo XIII. wählten.
Nach seinem plötzlichen Tod 1895 wurde er auf dem Campo Verano in Rom beigesetzt.

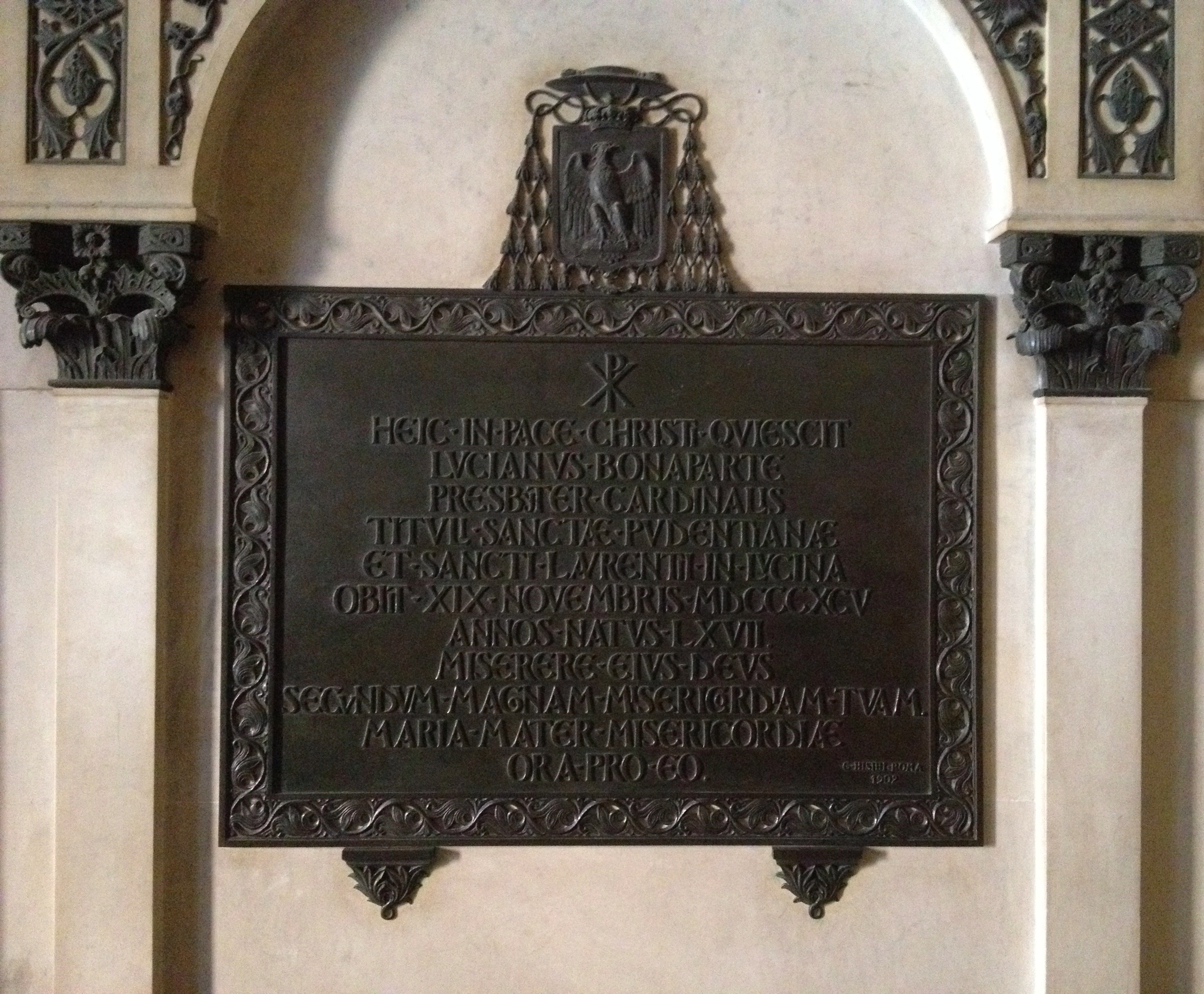
Epitaph in Rom, Santa Pudenziana: „Hier ruht im Frieden Christi Lucianus Bonaparte“